# Gelsted Station
Gelsted Station er en jernbanestation i Gelsted.